# Watertoren (Brussel 1890)
De watertoren aan de Belle Alliancelaan in Brussel werd gebouwd in 1890. De watertoren maakt deel uit van een geheel van twee watertorens. De andere werd gebouwd in 1879.

## Beschrijving
De bakstenen toren, gebouwd in eclectische stijl, is 30 meter hoog en bestaat uit drie bouwlagen. De eerste twee bouwlagen zijn rond van vorm, de derde is polygonaal en licht uitkragend en werd in 1908 toegevoegd. De eerste bouwlaag, rustend op een sokkel van breuksteen helt enigszins naar binnen. Het geheel is bekroond met een tentdak. De bovenste bouwlaag (waar zich de ijzeren kuip met platte bodem van 800 m³ bevond) is gescheiden van de voet middels een boogfries. In de gevel bevinden zich rechthoekige venster en er zijn hardstenen elementen in verwerkt.